# Aero Spacelines Pregnant Guppy
Aero Spacelines Pregnant Guppy byl velký nákladní letoun s objemným trupem postavený ve Spojených státech amerických pro leteckou přepravu rozměrných nákladů, a to hlavně komponentů lunárního programu Apollo pro NASA. Letoun Pregnant Guppy byl první z řady letounů Guppy vyrobených společností Aero Spacelines.

## Vývoj a popis
V roce 1960 se americké letecké společnosti zbavovaly zastaralých pístovými motory poháněných letounů Boeing 377 Stratocruiser ve prospěch nových letounů poháněných proudovými motory. Na druhou stranu NASA zjišťovala, že přeprava velkých komponentů kosmických lodí od výrobců na západním pobřeží Spojených států na východní pobřeží, kde probíhala konečná montáž a starty, pomocí lodí, je drahá a pomalá. Letecký podnikatel Leo Mansdorf shromažďoval přebytečné letouny Stratocruiser na letišti Van Nuys v Kalifornii před jejich dalším prodejem. Bývalý pilot USAF John M. Conroy si uvědomil potenciál těchto letounů na přepravu těchto rozměrných, ale relativně lehkých komponentů kosmických lodí a raket.
Conroy předložil svůj plán na úpravu letounu Stratocruiser NASA, přičemž jistý úředník uvedl, že mu tvar letounu připomíná „těhotné paví očko“ (anglicky: Pregnant Guppy). NASA se k předloženému návrhu stavěla vlažně, ale Conroy zastavil svůj dům, aby mohl založit společnost Aero Spacelines International, která měla postavit a provozovat navržený letoun.
Práce na přestavbě letounu byly prováděny společností On Mark Engineering. Letoun Pregnant Guppy (registrace N1024V) byl přestavěn z bývalého letounu společnosti Pan Am, přičemž pět metrů trupu bylo přidáno přímo před křídlo z bývalého letounu společnosti BOAC (G-AKGJ). Křídlo, motory, ocasní plochy a kokpit zůstaly beze změn, ale zato horní část trupu byla bublinovitě zvětšena, přičemž vnitřní průměr činil 6 metrů. Zadní část trupu (včetně ocasních ploch) byla odnímatelná, aby náklad mohl být vkládán přímo do trupu.
Letoun poprvé vzlétnul 19. září 1962 pilotovaný Johnem M. Conroyem a Clayem Lacym. Když si řízení letového provozu letiště Van Nuys uvědomilo, že se Conroy chystá s letounem vzlétnout, uvedlo do pohotovosti policii a hasiče. Avšak obrovské letadlo létalo bezchybně, až na malý pokles rychlosti.
Letoun mohl přepravit druhý stupeň rakety Saturn I, a tím ušetřil třítýdenní přepravu lodí, za cenu 16 USD za míli.

## Operační historie
V létě 1963 zahájil letoun Pregnant Guppy lety s nákladem pro NASA. Zpočátku k jeho povinnostem patřila přeprava prvních a druhých stupňů raket Titan II programu Gemini ze společnosti Martin Co. v Baltimoru, stát Maryland na Cape Canaveral. Jak se kosmický program koncem 60. let 20. století rozrůstal, bylo jasné, že jeden letoun nestačí. Proto byly vyčleněny další letouny Stratocruiser a C-97, které měly být přestavěny na ještě větší letouny Super Guppy.

## Specifikace (Pregnant Guppy)
Technické údaje pocházejí z publikace „Jane's All the World Aircraft, 1965–66“.

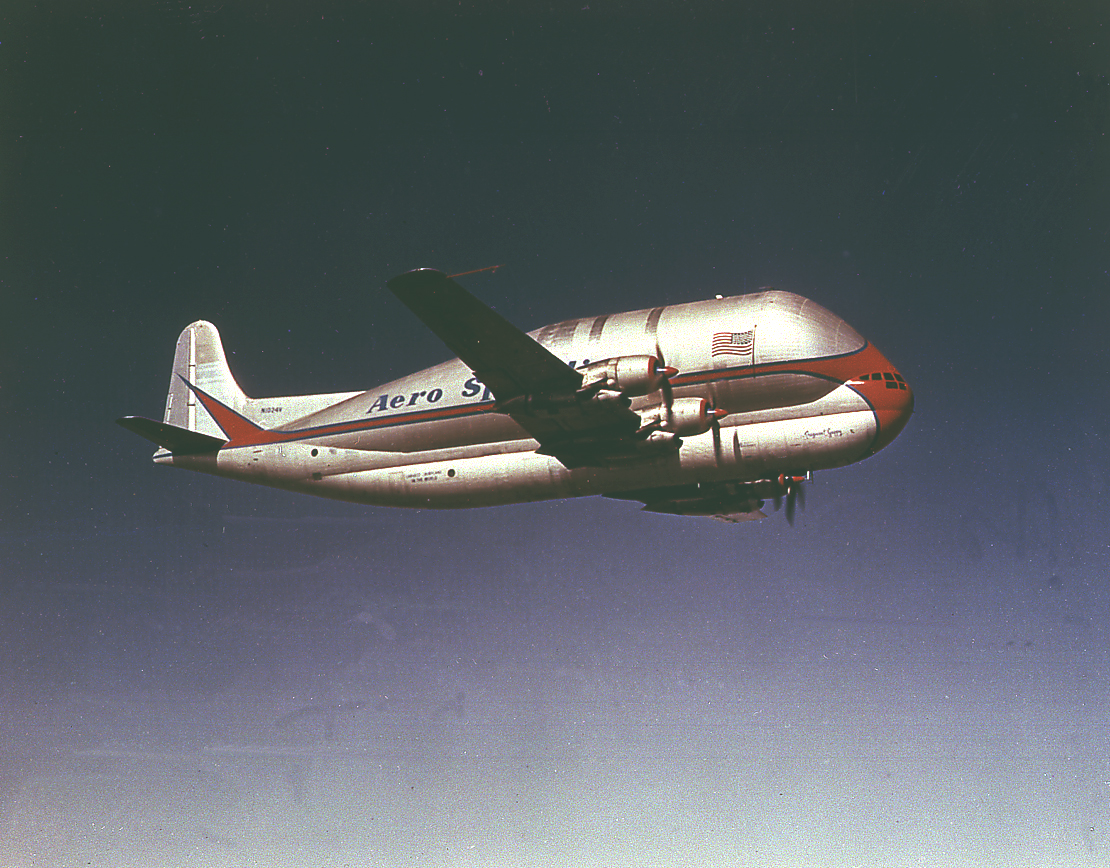
Aero Spacelines Pregnant Guppy

### Technické údaje
- Posádka: 3
- Užitečný náklad: ? kg
- Rozpětí: 43,05 m
- Délka: 38,71 m
- Výška: 11,66 m
- Nosná plocha: 164,35 m²
- Plošné zatížení: ? kg/m²
- Prázdná hmotnost: 41 275 kg
- Max. vzletová hmotnost: 63 945 kg
- Pohonná jednotka: 4× hvězdicový motor Pratt & Whitney R-4360-59 Wasp Major
- Výkon pohonné jednotky: 3 500 k (2 611 kW)

### Výkony
- Cestovní rychlost: 378 km/h (235 mph) ve výšce ? m
- Maximální rychlost: 515 km/h (320 mph) ve výšce ? m
- Dolet: ? km (? h)
- Dostup: ? m
- Stoupavost: ? m/s (? m/min)

## Uživatelé
- Aero Spacelines
- NASA

#### Související vývoj
- Boeing B-29 Superfortress
- Boeing 377 Stratocruiser
- Aero Spacelines Super Guppy
- Aero Spacelines Mini Guppy

#### Podobná letadla
- Airbus Beluga
- Boeing 747 LCF